# Robert Langdon
Robert Langdon (22 de juny de 1956 a Exeter (Nova Hampshire), Estats Units) és un professor fictici d'iconologia i simbologia religiosa en la Universitat Harvard que apareix en les novel·les de Dan Brown: Àngels i Dimonis (2000), El Codi da Vinci (2003), El Símbol Perdut (2009), Inferno (2013) i Origen.
Robert Langdon va ser interpretat per l'actor americà Tom Hanks en l'adaptació cinematogràfica del Codi da Vinci en el 2006 i ho tornà a interpretar en el rodatge d'Àngels i Dimonis. Tom Hanks durà per tercer cop consecutiu al professor de simbologia a la pantalla gran a El Símbol Perdut, a finals de 2013, i encara una quarta vegada a Inferno, el 2016
Menuts detalls físics han estat donats per Brown sobre Robert Langdon. En El Codi da Vinci es descriu com "un Harrison Ford amb jaqueta de Tweed". Ell fou un clavadista en el Phillips Exeter Academy i juga waterpolo col·legial igual de bé. Pateix de claustrofòbia, la por dels espais tancats. En l'adaptació cinematogràfica del Codi da Vinci, el Professor Langdon quasi té una memòria eidètica prestigiosa i un fenomenal talent per a resoldre problemes, habilitats que ha adquirit en el llibre El Símbol Perdut.